# گیسنبورگ
گیسنبورگ (به هلندی: Giessenburg) یک منطقهٔ مسکونی در هلند است که در مولن لندن واقع شده‌است. گیسنبورگ ۴٬۸۸۹ نفر جمعیت دارد.